# ليلا صادقي
ليلا صادقي (بالفارسية: ليلا صادقى) (1977 في طهران ) كاتبة وشاعرة وناقدة أدبية إيرانية

## حياتها ونشأتها
ولدت عام 1977 في طهران وخرجت في فرع الأدب والعلوم الإنسانية من المتوسطة. درست الأدب الفارسي عام 1995 وحصلت على البكالوريوس من جامعة (العلامة الطباطبائي)، وبعد عام واحد من التخرج نشرت كتابها الأول تحت عنوان (الضمير الرابع للمفرد)، وفي عام 2002 اصدرت مجموعة من ستين قصة تحت عنوان (اجعلني وقتا لأمرّ) وبعدها مباشرة وفي نفس العام اصدرت مجموعة أخرى تحت عنوان (إذا كانت تلك ليلى فأنا من اكون ؟)، وأخيرا قامت بترجمة مجموعة من ستين قصة للكاتب الأمريكي (مارك استانلي بوبين) تحت عنوان : (الوهم الكبير، انا تحت المراقبة) وبلغتين، تعمل الآن على مجموعة تحت عنوان (قصص معكوسة).